# Синие страницы. Ночной разговор с Алексеем Лушниковым
«Синие страницы. Ночной разговор с Алексеем Лушниковым» — первый канал ночного вещания в Санкт-Петербурге. Выпускался в рамках других каналов с 1999 по 2006 год. Его основой была еженощная диалоговая программа, шедшая в прямом эфире. Согласно замыслу автора, вещание является частью проекта «Синие страницы России», также включающего в себя «Национальную энциклопедию личностей» и портретную галерею под маркой «Galeries Lushnikov».

## Концепция
Программа знакомит телезрителей с известными людьми России и построена в виде разговора ведущего с гостями. В отличие от традиционных ток-шоу, эфиры «Синих страниц. Ночного разговора» имеют спокойный мотив непринужденного разговора, где ведущий основной акцент делает на гостя студии, ассистируя ему во время передачи. Алексей Лушников и его гости в живой дружеской беседе обсуждают наиболее значимые события дня и новости, анализируют политические процессы, размышляют на самые разнообразные темы, интересующие людей.

## История
13 сентября 1999 года (в эфире «ТВ-6» (Петербург)) вышел первый выпуск программы «Синие страницы. Ночной разговор с Алексеем Лушниковым». Первым героем «Синих страниц» стал только что вернувшийся в Петербург из вынужденной эмиграции бывший мэр города Анатолий Собчак. Трехсотым гостем программы стал бывший президент СССР Михаил Горбачёв, а пятисотым — губернатор Санкт-Петербурга Владимир Яковлев, открывший ежемесячный цикл своих встреч с телезрителями «Ночного разговора» в режиме прямых двухчасовых диалогов по актуальным вопросам жизни города и его подготовке к 300-летию. За шесть с половиной лет существования было снято более 2000 часов прямого эфира (более 2000 героев). За это время телепрограмма заняла ведущее место среди телевизионных масс-медиа Петербурга. Чтобы осветить социально значимые события, происходящие в городе, стране и мире, программа «Синие страницы» выходила в режиме телемарафона или спецвыпуска.
13 ноября 2000 года программа «Синие страницы» переходит на телеканал ТНТ (Санкт-Петербург).
Начиная с 27 мая 2002 — в эфире ТРК «Петербург».
С июля 2003 года «Синие страницы» становятся объектом политической цензуры, и передачу убрали из эфира "ТРК «Петербург».
1 декабря 2003 на «Невском канале» стартовала программа «С утра попозже»: она выходила в эфир по будним дням с 8:30 до 9:30.
5 января 2004 года Лушников начинает работу в эфире канала «ТВ-3».
В апреле 2005 после 3-месячного этапа остросоциальных передач руководство Санкт-Петербургского филиала «ТВ-3» перенесло время выхода программы с 1:30 на 3:00, мотивируя это изменением сетки вещания на телеканале. А 27 января 2006 года Алексею Лушникову объявили о том, что ему запрещено выходить в эфир. Тогда начальство сослалось на распоряжение главы «ТВ-3 Россия», и причины «увольнения» ведущему так и не объяснили. Запрет вызвал широкий общественный резонанс, и по поручению Сергея Миронова был рассмотрен в Общественной палате.
За несколько лет работы авторский коллектив сформировал и реализовал оригинальные творческие и технические принципы создания телевизионных программ, разработал собственную концепцию ночного вещания. Это позволило телепрограмме занять одно из ведущих мест среди телевизионных средств масс-медиа Санкт-Петербурга.
За новый проект вещания генеральный продюсер ночного канала Алексей Лушников был награждён премией «Проект года» — «Мастер ключ», и номинирован в категории «Лучший продюсер Санкт-Петербурга — год 2000». А в июне 2002 года на международном фестивале искусств «Мастер Класс» получил Гран-При и звание «Мастера Искусств» в номинации «Телевизионное искусство».
Преемником «Синих страниц» стал телеканал «ВОТ!».

## Цифры
- Суммарный хронометраж: 120 000 минут.
- Гости: более 2000 человек.
- Еженощная аудитория программы составляла 250—300 тыс. человек.

## Награды
- 2003 — «Царскосельская художественная премия»[17]
- 2000 — Профессиональная премия музыкальных масс-медиа Санкт-Петербурга «Мастер-ключ» в номинации «Проект года».
- 2000 — Звание «Лучший продюсер Санкт-Петербурга-2000».
- 2002 — Международный фестиваль искусств «Мастер класс». Гран-при и звание «Мастера искусств» в номинации «Телевизионное искусство».

## Факты
По исследованию, проведенному психологами, ночное вещание, основанное на душевном, заинтересованном, неконфликтном разговоре, где в основе беседы лежит судьба человека, его дело, его чувства, позволяет в кризисное ночное время «оттягивать» суицидо-предрасположенных людей от их мыслей, предлагая им (на эмоциональном уровне) решение тупиковой ситуации. По мнению специалистов, работающих в этой области, ночное вещание телеканала «Синие страницы» спасло не один десяток человеческих жизней, становясь дня многих некой службой психологической помощи.

## Программы
- «Синие страницы. Ночной разговор у Алексея Лушникова» — информационно-познавательная программа, которая знакомит зрителей с наиболее популярными россиянами. Ведущий программы и его гости в живой и дружеской беседе обсуждают наиболее значимые события дня, культурные события и новости, анализируют политические процессы, размышляют на самые разнообразные темы общества. Периодичность выхода: 7 раз в неделю (понедельник, среда, четверг суббота, воскресенье) — в ночном эфире, 6 раз (понедельник, вторник, среда, четверг, пятница, воскресенье) — утренний повтор. Хронометраж — 90 минут.
- «Абсолютный разум» — шоу Семёна Фурмана. Существует некое супер существо — Абсолютный разум. Оно знает все. Именно ему свои вопросы в прямом эфире задают телезрители. Наиболее продвинутые телезрители просят прокомментировать своё видео или фото, присылая их в редакцию. Юмористическая, остро-сатирическая программа. Периодичность: 1 раз в неделю. Хронометраж — 52 минуты.
- «Алмазов-шоу» — программа Олега Алмазова;
- «Афиша Синих Страниц» — концертно-театральное обозрение;
- «Гаркундель» — ностальгическая программа Олега Гаркуши;
- «Довлатова и друзья» — шоу Аллы Довлатовой;
- «Кино Синих Страниц». Показ короткометражных фильмов известных советских режиссёров (Леонид Гайдай, Резо Габриадзе и т. д.). Хронометраж 10—25 минут. Программ в неделю: ежедневно — в конце программы.
- «Классика жанра» — программа Вадима Карева;
- «Кулинарные рецепты» — рецепты национальных блюд;
- «Лен-Шин-Монтаж» — музыкально-игровая программа Владимира Леншина;
- «Мисс Синие страницы» — 2002, отборочные туры конкурса «Мисс и Мистер „Синие страницы 2002“». Периодичность: 6 раз в неделю. Хронометраж — 3—5 минут
- «Модные новости» — концертно-театральное обозрение. Периодичность: 6 раз в неделю. Хронометраж — 3—5 минут.
- «Модный показ» — показ моделей петербургских дизайнеров и бутиков. Периодичность: 3 раза в неделю. Хронометраж: 30 минут.
- «Московские штучки от Аллы Довлатовой» — развлекательная программа Аллы Довлатовой. Периодичность: 6 раз в неделю. Хронометраж — 5 минут.
- «Музыка в Петербургском стиле» — музыкально-информационная программа, живые концерты. Продюсер программы: Алексей Лушников. Хронометраж: 52 минуты. Количество программ в неделю: 1. Видеоноситель: Betacam SP. Телеканал вещания: ТНТ. Некоторые гости: Юлий Ким, Павел Кашин, Александр Городницкий и Антон Духовской, Максим Леонидов, Андрей Заблудовский, Светлана Крючкова, Жан Татлян, Настя Полева, Светлана Рерих, Линда, Алена Иванцова, Александр Дольский, Александр Малинин, Вахтанг Кикабидзе, группа Машина времени, группа Русский размер.
- «Музыка Синих Страниц» — музыкальная программа. Хронометраж: 26 минут. Производство количества программ в неделю: 6 программ. Видеоноситель: Betacam SP. Справка: музыкальная программа, авторская песня, клипы и музыкальные произведения популярных эстрадных исполнителей. Ведущая программы — Елена Петревска, диджей радио «Европа Плюс». Продюсер программы: Алексей Лушников. Телеканал вещания: ТВ-6, ТНТ.
- «Несбыточные эротические фантазии доктора Щеглова и Алексея Лушникова» — музыкально-эротическая программа. Периодичность: 6 раз в неделю. Хронометраж — 5—20 минут.
- «Новости Синих Страниц». Анализ российских, местных, зарубежных новостей дня; ведущий — диктор ленинградского телевидения Юрий Гати. Хронометраж 6 минут. Программ в неделю: 5 (по будням).
- «О пиве „Балтика“ и не только…» — программа о пиве: история пивоварения, пивные анекдоты, пивные рецепты, пивные рекорды. Периодичность: 6 раз в неделю. Хронометраж — 5 минут.
- «Правда в глаза» — музыкально-познавательная программа о популярных артистах. Периодичность: 1 раз в 2 недели (воскресенье) — в ночном эфире. Хронометраж — 90 минут.
- «Секс, деньги, хирургия» — программа о пластической медицине;
- "Сенсация в стиле «Ретро» — программа Вадима Карева;
- «Синие страницы. 180 секунд». Диалоговая программа, миниинтервью об актульных событиях дня с ньюсмейкерами. Ведущий программы: Алексей Лушников. Продюсер программы: Валерий Костин. Хронометраж: 3 минуты. Программ в неделю: 7. (+ 2 ежедневных повтора). Видеоноситель: Betacam SP. Телеканал вещания: ТРК «Петербург» — 5 канал. Некоторые гости: поэт Александр Кушнер, министр регионального развития РФ Владимир Яковлев, главный архитектор Санкт Петербурга Олег Харченко, депутат Олег Нилов, певица Татьяна Буланова, лидер ЛДПР Владимир Жириновский, сенатор Людмила Нарусова, народный артист России Пётр Вельяминов, тренер по фигурному катанию Тамара Москвина, директор ИМА-пресс Сергей Пилатов, телеведущий Сергей Прохоров, актёр Евгений Александров.
- «Спозаранку» — утреннее шоу, ведет Елена Петревска;
- «Спросите у доктора Щеглова» — сексуально-интеллектуальное шоу;
- «Тайны мира» — уфологическая программа с Валерием Уваровым;
- «ЩегЛушник». Юмористическая программа с элементами игры. Хронометраж: 5 минут. Программ в месяц: от 24. Видеоноситель: Betacam SP.
- «Эксперт». Посвящена вопросам экономики, финансов, строительства, благоустройства города — плате за коммунальные услуги, новостям строительства, социальных выплат и т. д. Ведущий программы: Денис Савельев, президент корпорации «Просперити». Продюсер программы: Алексей Лушников. Хронометраж: 26 минут. Программ в неделю: 6. Телеканал вещания: ТРК «Петербург».
- «Эротический гороскоп» — гороскоп Валерии Глобы. Периодичность: 6 раз в неделю. Хронометраж — 5 минут.

## Трудовой коллектив

### Ведущие
| - Алексей Лушников (1999—2006) - Олег Алмазов, - Ася со спутника, - Олег Гаркуша, - тапёр Дима, - Алла Довлатова, - Ольга Игнатьева, - Вадим Карев, | - Михаил Клёнов, - Виктор Корецкий, - Владимир Леншин, - Яков Малкин, - Ксения Назарова - Елена Петревска, - Ян Рюрикович, - Семён Фурман | - доктор Щеглов, |

### Над программой работали
- Леонид Пашковский (программный директор)
- Светлана Миренкова (пресс-секретарь)

## Отзывы
...много есть поклонников «Синих страниц», и в течение многих лет  «Синие страницы», с моей точки зрения, являются одной из интереснейших программ, где люди приходят на исповедь к Алексею Лушникову, талантливому журналисту. И когда мне посчастливилось посмотреть фильм «Горбачев», я понял, что  действительно Лушников - талантливый человек, ему удалось найти удивительные кадры кинохроники. Особенностью этого фильма является честность, порядочность и, конечно, этим фильмом Лушников народу еще раз сказал, что Горбачев -фигура №1 - трагедийная, нераскрытая до конца. Сегодня известно, что Лушников собирает фильм о Путине, меня это очень радует. Я думаю, что если состоится встреча Лушникова с Путиным , это в фильме будет отраженно особенно, потому что Лушников знает сегодня, по сравнению с другими журналистами, что спросить у президента. Спросить без всяких кавычек, как часто у нас это происходит. Я верю Лушникову,  я желаю ему самого доброго, светлого в его прекрасной журналистской работе...Рудольф Фурманов